# Bočiar
Bočiar (v minulosti Bočarov, maďarsky Bocsárd, německy Bocschard) je obec na Slovensku v okrese Košice-okolí. V letech 1961 až 1990 byla společně s obcí Sokoľany spojena s obcí Hutník. 

## Kultura a zajímavosti

### Památky
- Římskokatolický kostel sv. Emericha, jednolodní původně gotická stavba s pravoúhlým ukončením presbytáře a věží z přelomu 13. a 14. století. Zásadní přestavba proběhla v duchu barokního klasicismu v roce 1773, kdy byl kostel rozšířen západním směrem.[4] Fasády kostela jsou členěny lizénovými pásy, okna se šambránami jsou ukončena půlkruhově. Věž se zkosenými nárožími vystupuje z mírného rizalitu.